# Junot Delcomyn
Junot Sigvard Delcomyn, född 31 juli 1939, är en svensk byggherre och en inte längre aktiv tävlingssimmare.

## Karriär

### Havskristallen Hotell & Spa
Havskristallen Hotell & Spa AB är ett dotterbolag till Junot AB. Planen var att han skulle bygga ett hotell i Vellinge, vilket båda parter godkände 2011 och entreprenören fick bygglov.
Avtalet hävdes 2013 av kommunen och hela projektet föll. Detta förorsakade att Delcomyns bolag stämde Vellinge kommun på 37 miljoner kronor. Kommunen vann i rätten.

### Simmare
Delcomyn har vunnit SM-guld i 4x100 m medley 1959 i laget Malmö SS tillsammans med Lars Eriksson, Jan Olof Larsson och Björn Billquist.